# ییندریخوویتسه (ناحیه سوکولوف)
ییندریخوویتسه (به چکی: Jindřichovice) یک منطقهٔ مسکونی در جمهوری چک است که در ناحیه سوکولوو واقع شده‌است. ییندریخوویتسه ۴۴٫۴۱ کیلومتر مربع مساحت و ۵۰۶ نفر جمعیت دارد و ۶۴۶ متر بالاتر از سطح دریا واقع شده‌است.